# Агар, Уэлбор Эллис, 2-й граф Нормантон
Уэлбор Эллис Агар, 2-й граф Нормантон (англ. Welbore Ellis Agar, 2nd Earl of Normanton; 12 ноября 1778 — 26 августа 1868) — англо-ирландский пэр и землевладелец.

## Биография

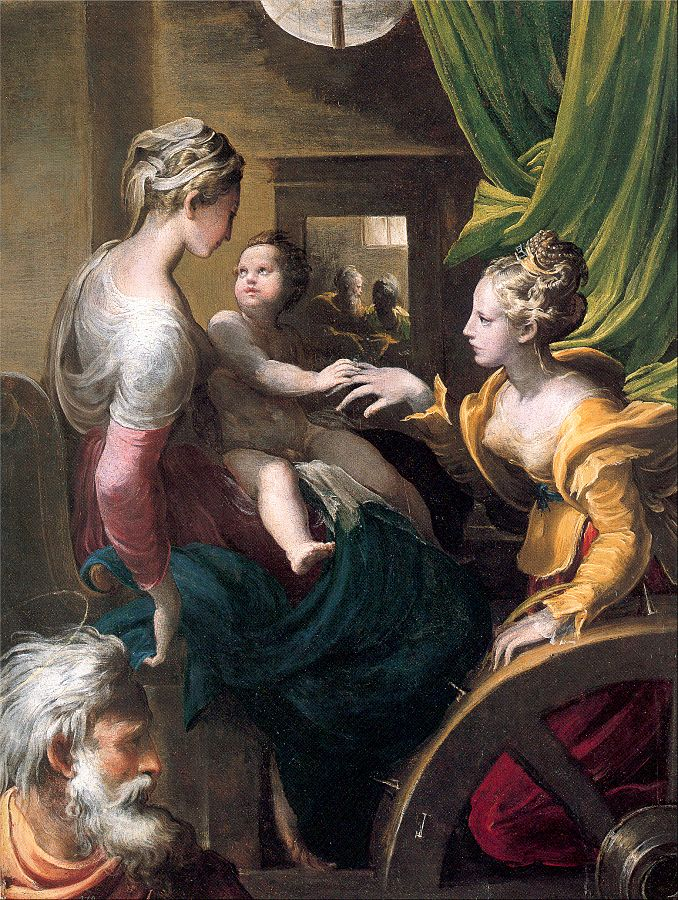
Мистическое бракосочетание святой Екатерины,
ок. 1530 года

Родился 12 ноября 1778 года. Старший сын Чарльза Агара (1736—1809), епископа Клойна, который получил титул графа Нормантона и закончил свою карьеру архиепископом Дублина. Внук ирландского политика Генри Агара из замка Гоуран, графство Килкенни, и Энн Эллис, дочери Уэлбора Эллиса, епископа Мита. Его матерью была Джейн Бенсон (1752—1826), дочь Уильяма Бенсона из Даунпатрика, графство Даун.
14 июля 1809 года после смерти своего отца Уэлбор Агар унаследовал титулы 2-го графа Нормантона, 2-го виконта Сомертона и 2-го барона Сомертона в системе Пэрства Ирландии.
17 мая 1816 года лорд Нормантон женился на леди Диане Герберт (5 февраля 1790 — 2 декабря 1841), дочери Джорджа Герберта, 11-го графа Пембрука, и Элизабет Боклерк. Отцом Элизабет был Тофэм Боклерк, внук Чарльза Боклерка, 1-го герцога Сент-Олбанса, одного из внебрачных сыновей короля Англии Карла II. У супругов четверо детей:
- Джеймс Чарльз Герберт Уэлбор Эллис Агар, 3-й граф Нормантон (17 сентября 1818 — 19 декабря 1896), старший сын и преемник отца.
- Леди Мэри Джейн Диана Агар (1822- 8 мая 1904), которая в 1845 году вышла замуж за Горацио Нельсона, 3-го графа Нельсона[англ.].
- Достопочтенный Герберт Уэлбор Эллис Агар (19 сентября 1823 — 9 августа 1901)
- Достопочтенный Чарльз Уэлбор Герберт Агар (12 ноября 1824 — 18 июня 1855), который в марте 1844 года был зачислен в 44-й пехотный полк[2].

Лорд Нормантон провел большую часть своей жизни в Англии, где в 1825 году приобрел поместье Сомерли. В 1830 году, как и Сомерли, его загородный дом в Хэмпшире, он имел таунхаус по адресу 3, Seamore Place, St George Hanover Square, Вестминстер.
После смерти коллекционера Уильяма Янга Оттли в 1836 году граф Нормантон купил «Мистическое бракосочетание святой Екатерины» итальянского живописца Франческо Пармиджанино.
Лорд Нормантон скончался 26 августа 1868 года в возрасте 89 лет. Ему наследовал его старший сын, Джеймс Агар, 3-й граф Нормантон.